# مازیو
مازیو (به ایتالیایی: Masio) یک کومونه در ایتالیا است که در استان آلساندریا واقع شده‌است.

## خصوصیات
مازیو ۲۲٫۳ کیلومترمربع مساحت و ۱٬۴۸۱ نفر جمعیت دارد و ۱۴۲ متر بالاتر از سطح دریا واقع شده‌است.